# Cama de Gato (banda)
Cama de Gato é um grupo musical instrumental brasileiro do Rio de Janeiro, formado em 1982. Há 42 anos se mantém como um dos principais representantes da música instrumental brasileira . Nos anos 80, com um estilo jazz fusion que incorporava elementos de samba e funk, tendo influenciado diversos músicos. A partir da década de 1990 incorporou o ritmo brasileiro em suas composições.
Lançou seu primeiro álbum, Cama de Gato, em 1986, obtendo grande sucesso no mercado brasileiro e internacional, com expressiva vendagem no estilo música instrumental (75 mil cópias no seu lançamento). O quarteto viajou pela Europa (França, Bélgica e Espanha), Estados Unidos e América Latina, com apresentações no Town Hall, de Nova York, no Free Jazz Festival do Rio de Janeiro e São Paulo (1994, 1996 e 1997), e  em sua formação de quinteto no Festival de Jazz de Assunção (Paraguai, 2006), Jazz in SITU ( Quito) entre outros<.
A instrumental "Gonzagueando" do Álbum Dança da lua de 1993, foi durante muito tempo a cortina musical do Memoria, programa argentino apresentado por Samuel Chiche Gelblung transmitido entre 1994 e 2009 no Canal 9, mais tarde chamado Azul TV.

## Formações
Na sua primeira formação, o grupo era integrado pelos músicos:
- Pascoal Meirelles (bateria)
- Mauro Senise (flautas e saxofones)
- Romero Lubambo (guitarra)
- Nilson Matta (baixo)

Em 1986, com a saída de Matta e Lumambo, a formação passou a ser:
- Pascoal Meirelles (bateria)
- Mauro Senise (flautas e saxofones)
- Rique Pantoja (piano)
- Arthur Maia (baixo)

Depois da saída de Rique Pantoja, em 1992, o grupo se tornou um quinteto, com a entrada do percussionista Mingo Araújo.
- Pascoal Meirelles (bateria)
- Mauro Senise (flautas e saxofones)
- Jota Moraes (teclados)
- André Neiva (baixo)
- Mingo Araújo (percussão)

Alberto Continentino e André Neiva assumiram sucessivamente o posto de baixista após a saída de Arthur Maia até 1994 quando André assume definitivamente o seu posto de baixista oficial..

## Discografia[1]
- 1986 - Cama de Gato (1986)
- 1988 - Guerra fria
- 1990 - Sambaíba
- 1993 - Dança da lua [10]
- 1998 - Amendoim torrado (indicado para o Prêmio Sharp)
- 2002 - Água de Chuva
- 2022 - Cama de Gato Ao Vivo